# Kai Reus

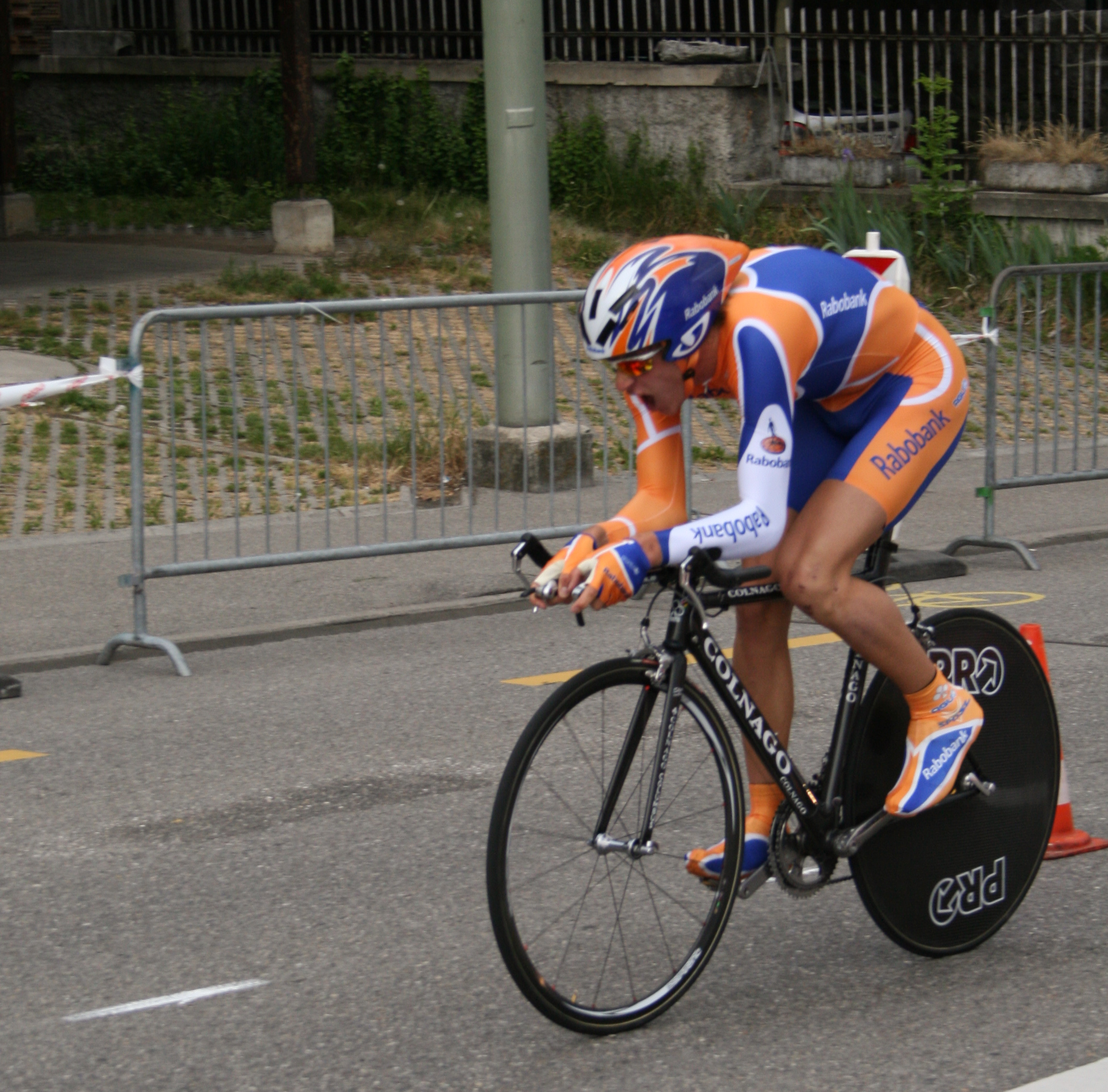
Kai Reus tijdens de proloog van de Ronde van Romandië in 2007

Kai Reus (Niedorp, 11 maart 1985) is een voormalig Nederlandse wielrenner. 

## Biografie
Kai Reus begon zijn wielercarrière in 2002, na eerder als schaatser te hebben uitgeblonken, vooral in het marathonschaatsen. In 2003 brak hij door in de wielerwereld door als junior alle grote wedstrijden te winnen, waaronder het Nederlands kampioenschap, verschillende wereldbekerkoersen, het wereldbekereindklassement en het wereldkampioenschap op de weg in Hamilton (Canada). Vanwege deze prestaties werd hij in 2004 door NOC*NSF uitgeroepen tot Sporttalent van het Jaar.
In 2004 en 2005 reed Reus voor de opleidingsploeg van Rabobank, en door zijn voortdurende successen en indrukwekkende reeks van 66 overwinningen in vier jaar, kreeg hij in 2006 de kans om door te stromen naar de Rabobank-profformatie.
Op 12 juli 2007 kwam Reus echter zwaar ten val tijdens een trainingsrit in Frankrijk. Na een langdurige en zware revalidatie keerde hij in september 2008 terug in het profpeloton, waar hij zijn comeback maakte in de Ronde van Missouri. In september 2009, precies een jaar later, behaalde hij zijn eerste overwinning na zijn terugkeer door de tweede etappe van de Ronde van Groot-Brittannië te winnen, waarna hij de gele leiderstrui overnam.
In juli 2010 besloot Reus zijn wielercarrière voorlopig te beëindigen. Hij kampte nog steeds met oude blessures en had in de winter van 2009 de Ziekte van Pfeiffer opgelopen, wat zijn herstel bemoeilijkte.

## Schaatssport
Op 12 oktober 2010 maakte Reus via verschillende media bekend dat Reus de overstap naar de schaatswereld zou maken en zich zou richten op marathonschaatsen. Hij sloot een terugkeer naar het wielerpeloton echter niet uit. Die winter voegde hij zich bij het team van Henk Angenent, de winnaar van de Elfstedentocht in 1997. Februari 2011 maakte hij indruk tijdens de Alternatieve Elfstedentocht (200 km) op de Weissensee in Oostenrijk. Reus, die samen met Ruud Borst in het begin de kopgroep vormde, speelde een belangrijke rol tot diep in de finale.  

## Comeback op de fiets
Op 15 juni 2011 werd bekend dat Kai Reus zijn comeback in de wielersport zou maken. Een week later, op 22 juni 2011, nam hij deel aan het NK tijdrijden. Op 11 augustus 2011 nam Reus, voor het eerst sinds zijn comeback, deel aan een internationale wedstrijd en won direct de eerste etappe van de Mi-Août in Bretagne. In 2012 reed Reus voor de Amerikaanse pro-continentale ploeg UnitedHealthcare Pro Cycling, waar hij de zevende etappe van de Ronde van Portugal op zijn naam schreef. 
In december 2014 werd bekend dat Reus zich zou aansluiten bij de Belgische ploeg Verandas Willems. Na een sterk optreden in de Omloop Het Nieuwsblad van 2016 stapte hij begin maart 2016 per direct over naar het Roompot Oranje Peloton. Het succes bleef echter uit. In september 2016 meldde de krant AD dat Reus zich wilde richten op zijn gezin en z'n studie Bedrijfskunde Sportmanagement.

## Familie
Jan Pieterszoon Reus (ongeveer 1580) was schipper van het jacht Kleine Erasmus van de VOC-kamer Rotterdam. Zijn zoon, Jacob Janszoon Reus (geboren in Grootebroek, datum onbekend – overleden in Lowestoft in 1665), was kapitein van het schip Maarsseveen van de VOC-kamer Amsterdam. Op 13 juni 1665 nam hij deel aan de Zeeslag bij Lowestoft, een zeeslag tussen de oorlogsvloten van de Republiek der Zeven Verenigde Nederlanden en Engeland.  

## Belangrijkste wieleroverwinningen
Reus behaalde in totaal 84 overwinningen en droeg 58 dagen de leiderstrui in internationale etappekoersen. Hieronder worden de belangrijkste overwinningen vermeld.
2002 (Junioren)
- Kampioenschap van Vlaanderen

2003 (Junioren)
- Eindklassement: Heuvelland Tour (WB)
- Eindklassement: Driedaagse van Axel (WB)
- Eindklassement: Tour du pays de vaud (WB)
- Eindklassement: Tour de l’Abitibi (WB)
- Eindklassement: Junior Tour of Ireland (WB)
- Eindklassement: Wereldbeker (Coupe Du Monde)
- Nederlands kampioen Individuele tijdrit op de weg
- Wereldkampioen op de weg (Hamilton, Canada)

2004
- Eindklassement Triptyque des Barrages (WB)
- Nederlands sporttalent van het jaar 2004

2005
- GP Pino Cerami
- Eindklassement Ronde van Normandië
- 2 etappes Ronde van Normandië
- Eindklassement Ronde van Thüringen (WB)
- 3 etappes Circuito Montañés 2005

2006
- Eindklassement Ronde van Normandië
- 3 etappes Ronde van Normandië
- Ronde van Noord-Holland
- Luik - Bastenaken - Luik (U23)
- Nederlands kampioen Individuele tijdrit op de weg (U23)
- Nederlands kampioen op de weg (U23)

2009
- 2e etappe Ronde van Groot-Brittannië

2011
- 1e etappe Mi-Août en Bretagne

2012
- 7e etappe Ronde van Portugal

2015
- 1e etappe Ronde van Midden-Nederland

## Ploegen
Wielerploegen
- 2002 - BRC Kennemerland (Club)
- 2003 - Nationale Selectie
- 2004 - Rabobank Continental Team
- 2005 - Rabobank Continental Team
- 2006 - Rabobank Pro Tour
- 2007 - Rabobank Pro Tour
- 2008 - Rabobank Pro Tour
- 2009 - Rabobank Pro Tour
- 2010 - Rabobank Pro Tour (tot juli)
- 2011 - Cyclingteam De Rijke TVM (vanaf juni)
- 2012 - Unitedhealthcare Pro Cycling
- 2013 - Cyclingteam De Rijke TVM
- 2014 - ParkHotel Cycling Team
- 2015 - Verandas Willems
- 2016 - Verandas Willems (tot maart)
- 2016 - Roompot Oranje Peloton (vanaf maart)